# Porcellionides lusitanorum
Porcellionides lusitanorum är en kräftdjursart som först beskrevs av Arcangeli1936.  Porcellionides lusitanorum ingår i släktet Porcellionides och familjen Porcellionidae. Inga underarter finns listade i Catalogue of Life.